# 石重进
石重进（?—?），后晋宗室，家族是沙陀化的石国人后裔，后晋开国皇帝高祖石敬瑭第五子。
石重进在后晋建立之前早死，天福二年（937年）正月，石敬瑭赠石重进以故左金吾卫将军赠太保。天福七年（942年）正月，加赠太傅，四月追封石重进夔王。晋出帝石重贵天福八年（943年）五月，加赠太师。

## 延伸阅读
[在维基数据编辑]
 《舊五代史·卷87》，出自薛居正《舊五代史》